# 旋律の迷宮
「旋律の迷宮」（せんりつのめいきゅう）は、KEYTALKの楽曲。2019年8月16日に配信限定シングルとしてVirgin Musicよりリリースされた。

## 解説
「KEYTALK 真夏の祭典 4連発 〜ハラハラドキドキFRIDAY〜」と題された4週間連続配信シングルの第2弾であり、シングルとしては前作「真夏の衝動」から2週連続のリリースとなる楽曲である。楽曲は、テレビ東京系のテレビドラマ『警視庁ゼロ係〜生活安全課なんでも相談室〜』SEASON4の主題歌になっている。ドラマのストーリーをヒントに楽曲が作られており、「KEYTALKでは珍しいミステリアスでかっこいい曲である」とコメントしている。
寺中は本楽曲について、「今までの自分が作ってなかったような曲を作りたくて、歌詞も今までに使ったことのないような言葉が出てきました。」と語っている。

## 収録曲
1. 旋律の迷宮
作詞・作曲：寺中友将
編曲：KEYTALK、PRIMAGIC

## タイアップ
旋律の迷宮
テレビ東京系のテレビドラマ『警視庁ゼロ係〜生活安全課なんでも相談室〜』SEASON4主題歌